# 인도-카자흐스탄 관계
인도-카자흐스탄 관계는 인도와 카자흐스탄 간의 양자 관계를 의미한다. 외교 관계는 1990년대에는 비교적 소극적인 상태로 유지되었으나, 21세기에 들어 그 중요성이 증가하였다. 양국은 중앙아시아 지역에서 광범위한 상업적 및 전략적 동반자 관계를 발전시키는 것을 추구하고 있다.

## 역사
인도는 1992년 소련 해체 이후 카자흐스탄의 독립을 인정하였으며, 소련과 유지해온 좋은 관계를 계속했다. 최근 몇 년 동안 인도는 카자흐스탄과의 상업 및 전략적 유대를 강화하려 하였는데, 카자흐스탄은 구소련 국가들 중 두 번째로 큰 국가이며, 중앙아시아에서 광대한 영토를 차지하고 있고 광범위한 석유, 천연가스 및 광물 자원을 보유하고 있다. 인도는 국내 경제를 산업화하려는 목표로 카자흐스탄의 천연 자원에 큰 관심을 가지고 있다. 인도는 중화인민공화국의 경제적, 전략적 영향력 확대에 대한 커지는 우려 때문에 관계를 확장하려 하였다. 2002년 누르술탄 나자르바예프는 인도를 공식 방문하였고 같은 해 인도 총리 아탈 비하리 바지파이는 카자흐스탄의 옛 수도 알마티에서 열린 아시아 교류 및 신뢰구축 회의에 참석하였다. 카자흐스탄과 인도는 관광, 에너지, 비즈니스, 교육, 정보기술, 안보와 같은 다양한 주요 분야에서 협력을 구축해오고 있다.

## 양국 관계의 발전
2003년 기준으로 인도-카자흐스탄 간 무역액은 7,891만 달러에 달한다. 상업을 강화하기 위해 양국은 인도-카자흐 합동 비즈니스 위원회를 설립하였다. 인도가 쿠르망가지 유전의 지분을 확보하는 데 실패했지만, 인도의 석유천연가스공사(ONGC)는 사트파예프 유전의 지분을 확보할 예정이다. 카자흐스탄 국영 기업 카즈무나이가스는 ONGC에 사트파예프와 마함벳 유전 중 선택권을 제공했으며, 아티라우와 악타우 지역의 석유화학 산업 프로젝트에 인도 측 참여를 요청했다. 양국은 정보기술, 우주 연구, 은행업, 양자간 무역량 증대 등 다양한 분야에서 광범위한 협력과 상업을 구축하려고 노력하고 있다. 인도는 카자흐스탄에 10억 달러의 대출을 제공했으며, 카자흐스탄은 인도 기업에 주요 세제 혜택을 부여했다. 또한 카자흐스탄은 이란 및 투르크메니스탄과 다자간 협정을 협상하여 인도로 향하는 교통 회랑을 조성하고자 하여, 신뢰할 수 있는 무역 경로를 확보하고 인도의 온수항으로서 카자흐스탄에 상업 및 해상 접근권을 제공하려 한다.
인도는 자국의 막대한 에너지 수요를 충족시키기 위한 청정 대안으로 민간 원자력 산업 발전을 추진하고 있다. 카자흐스탄은 원자력 에너지에 필요한 우라늄을 풍부하게 보유하고 있어 인도는 카자흐스탄과 강력한 관계를 발전시키고 있다. 인도는 2009년 1월, 뉴델리에서 열린 공화국의 날 행사에 카자흐스탄 대통령을 초청하였다.

## 전략적 협력
인도와 카자흐스탄은 종교적 테러와 극단주의 퇴치뿐만 아니라 지역 안보 증진에도 긴밀히 협력해 왔다. 2002년 12월에 체결된 공동 각서는 군 장교 훈련, 공동 군사 산업 프로젝트 개발, 인도와 카자흐스탄 방위 산업 간 파트너십 구축과 같은 공동 사업을 가능하게 하였다. 인도는 카스피해에서 해군 함대를 개발하려는 카자흐스탄의 노력에 지원을 제공했으며, 이는 카자흐스탄의 북쪽 이웃인 러시아의 반대에도 불구하고 이루어졌다. 카자흐스탄 대통령 누르술탄 나자르바예프는 2009년 1월에 인도를 방문했으며, 우라늄이 풍부한 중앙아시아 국가는 인도의 원자력 발전소에 연료를 공급하는 내용의 민간 원자력 협정을 인도와 체결했다.
양국은 2016년 카자흐스탄에서, 2017년 히마찰프라데시주에서 프라발 도스티크 합동 군사 훈련을 실시했다.